# Buchmann-Mehta-Musikschule
Die Buchmann-Mehta Musikhochschule (englisch: Buchmann-Mehta School of Music, BMSM) ist eine Musikhochschule in Tel Aviv, Israel.

## Vorgeschichte
Die heutige Ausbildungsstätte geht auf die israelische Musikakademie zurück. Diese wurde ursprünglich von hochrangigen Mitgliedern des  Israel Philharmonic Orchestra (IPO), die kurz nach dem Zweiten Weltkrieg aus Europa geflohen waren, als Israelische Musikakademie gegründet und hieß zwischenzeitlich Samuel Rubin Israel Academy of Music. 1966 wurde sie in die neu gegründete Universität von Tel Aviv integriert und 1972 zu einem Grundstein der Yolanda und David Katz Fakultät der Künste der Universität. Die Leiter der historischen Akademie gehörten zu den Gründungsvätern der Musikwelt in Israel, der Bratschist und Komponist Ödön Pártos, der Pianist und Dirigent Arie Vardi, die Komponisten Yehezkel Braun, Yizhak Sadai und Joseph Dorfman, der Geiger Yair Kless und die Komponisten Ami Maayani und Noam Sheriff.

## Struktur
Die Einrichtung gehört zur Fakultät der Künste der Universität Tel Aviv und wird in Zusammenarbeit mit dem IPO betrieben. Die Schule ist nach dem jüdischen Immobilieninvestor und Philanthropen Josef Buchmann aus Frankfurt a. M. und dem Dirigenten Zubin Mehta benannt. Mehta ist Ehrenpräsident der Schule und leitet deren Symphonieorchester regelmäßig in Israel und auf Auslandsreisen. Die Aufgabe des BMSM besteht darin, junge Elite-Musiker im Gebiet der Aufführungspraxis, Komposition und Musikforschung auszubilden und sie auf eine berufliche Karriere in diesen Bereichen vorzubereiten. Das Orchesterausbildungsprogramm des BMSM ist ein integraler Bestandteil der Schule und zielt darauf ab, Orchestermusiker zu qualifizieren, die künstlerische Zukunft des IPO und anderer Orchester in Israel zu gewährleisten.
Das Schulgebäude beherbergt zwei Konzerthallen (Clairmont Hall und Targ Hall) und ein gut ausgestattetes Tonstudio. Rund 200 Konzerte, Vorträge und Meisterkurse finden jährlich statt, viele davon im Rahmen der BMSM-Abonnement-Konzertreihe, benannt nach dem verstorbenen Yehiel Ben-Zvi, ehemaliger Vizepräsident der Universität Tel Aviv. Diese Veranstaltungen ziehen jährlich mehr als 2000 Abonnenten und zahlreiche Besucher an und machen das BMSM zu einem der belebtesten Musikzentren des Landes.
Zubin Mehta ist Ehrenpräsident.